# Østen Østensen
Østen Østensen (ur. 12 sierpnia 1878 w Drammen, zm. 21 grudnia 1939 w Oslo) – norweski strzelec, wielokrotny medalista olimpijski.

## Kariera
Wziął udział w dwóch edycjach igrzysk olimpijskich, w Sztokholmie i Antwerpii. Z każdej z tych edycji przyjechał z przynajmniej jednym medalem. Zdobył również prestiżową nagrodę Skymoens (1924).